# Ali Holmström
Nils Ali Håkan Holmström, född 24 oktober 1891 i Danderyds församling, Stockholms län, död 16 juli 1964 i Uppsala, var en svensk flottningschef.
Holmström, som var son till kronolänsmannen Håkan Holmström och Alida Sundström, utexaminerades från Örebro tekniska läroverk 1911 och blev reservofficer 1913. Han blev flottningschef vid Kalix älv 1929, chef för de sammanslagna flottlederna Kalix, Råne-Lule älvar 1938 och var flottningschef hos Ljusnans flottningsförening i Bollnäs 1940–1951. Han utförde för nederländska statens räkningar undersökningar av möjligheterna att utbygga Sumatras floder till flottleder 1939–1940 och för indonesiska regeringen 1951.
Holmström är begravd på Danderyds kyrkogård.